# Szarłat prosty
Szarłat prosty (Amaranthus hybridus L.) – gatunek rośliny należący do rodziny szarłatowatych. Jako gatunek rodzimy występuje w Ameryce Północnej. Szeroko rozprzestrzeniony został na innych kontynentach. W Polsce występuje na obszarze całego kraju.

## Morfologia
ŁodygaKrótko owłosiona, do 80 cm wysokości.
LiścieNa długich ogonkach, rombowojajowate lub eliptyczne, z obu stron zaostrzone, z krótką ością.
KwiatyZebrane w kłębiki, te z kolei zebrane w bezlistne, wyprostowane kłosy. Okwiat 5-listkowy. Listki okwiatu kwiatów słupkowych lancetowate.
OwocOtwierający się wieczkiem o równym brzegu.

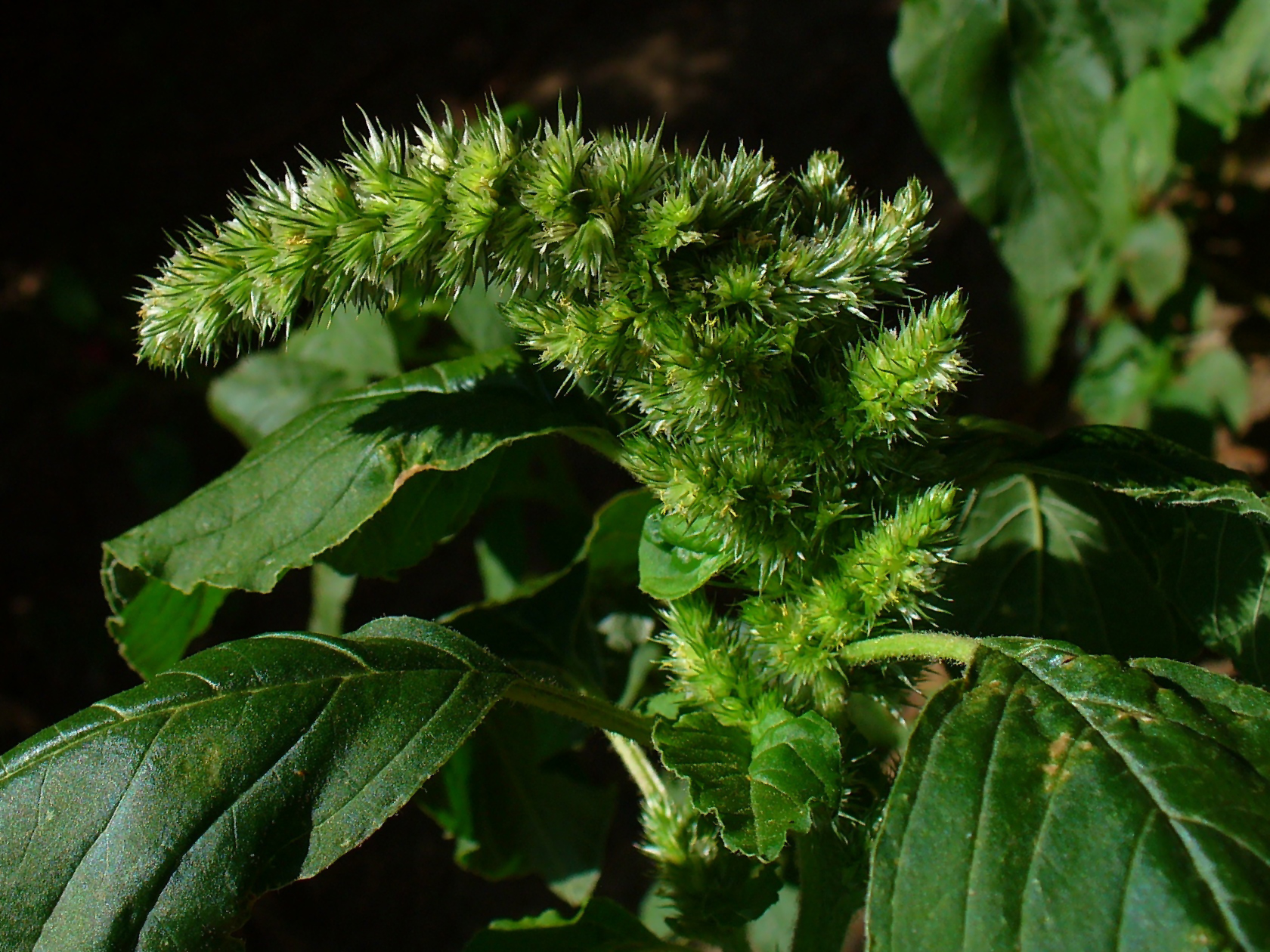
Kwiatostan
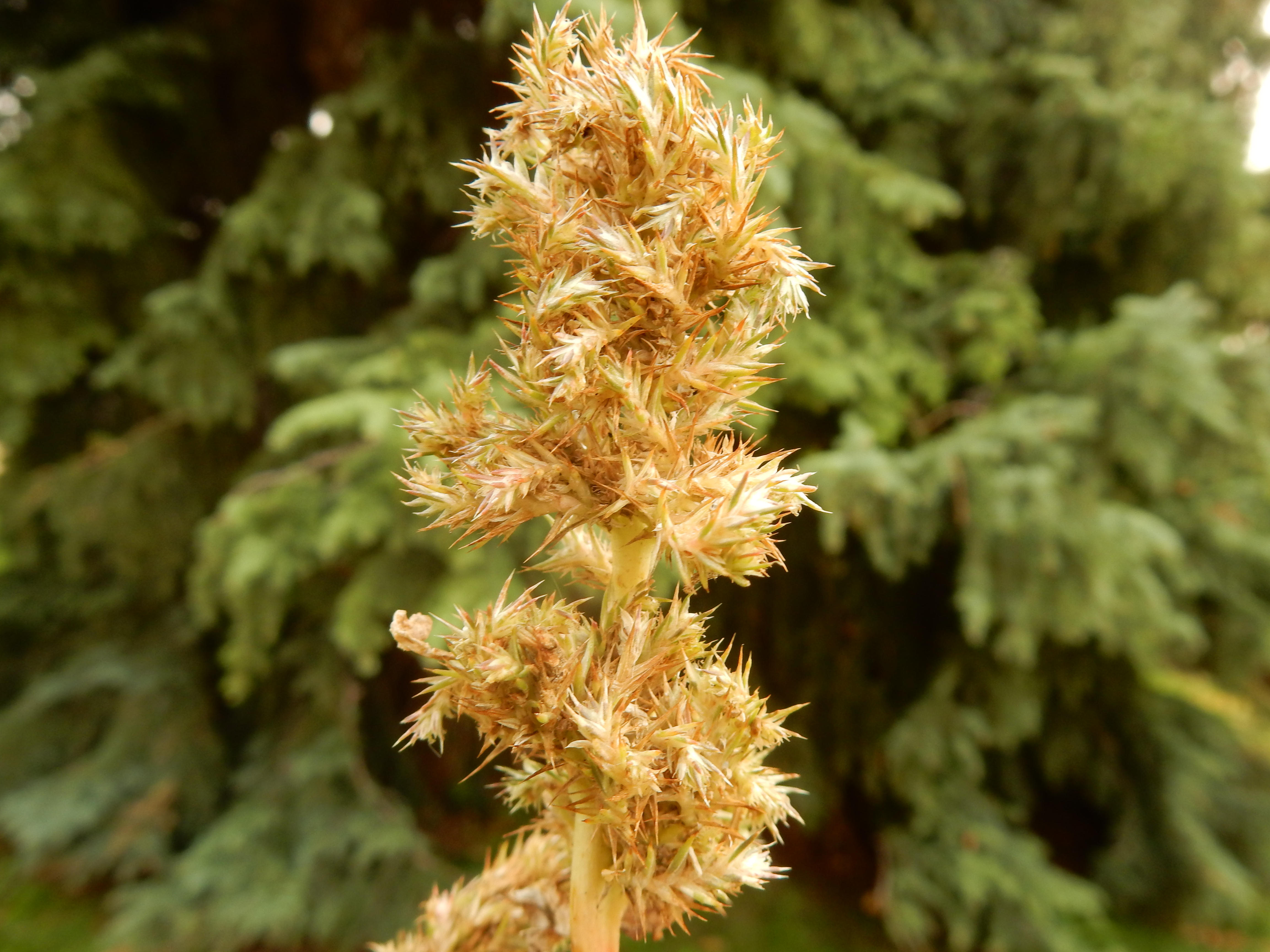
W czasie owocowania
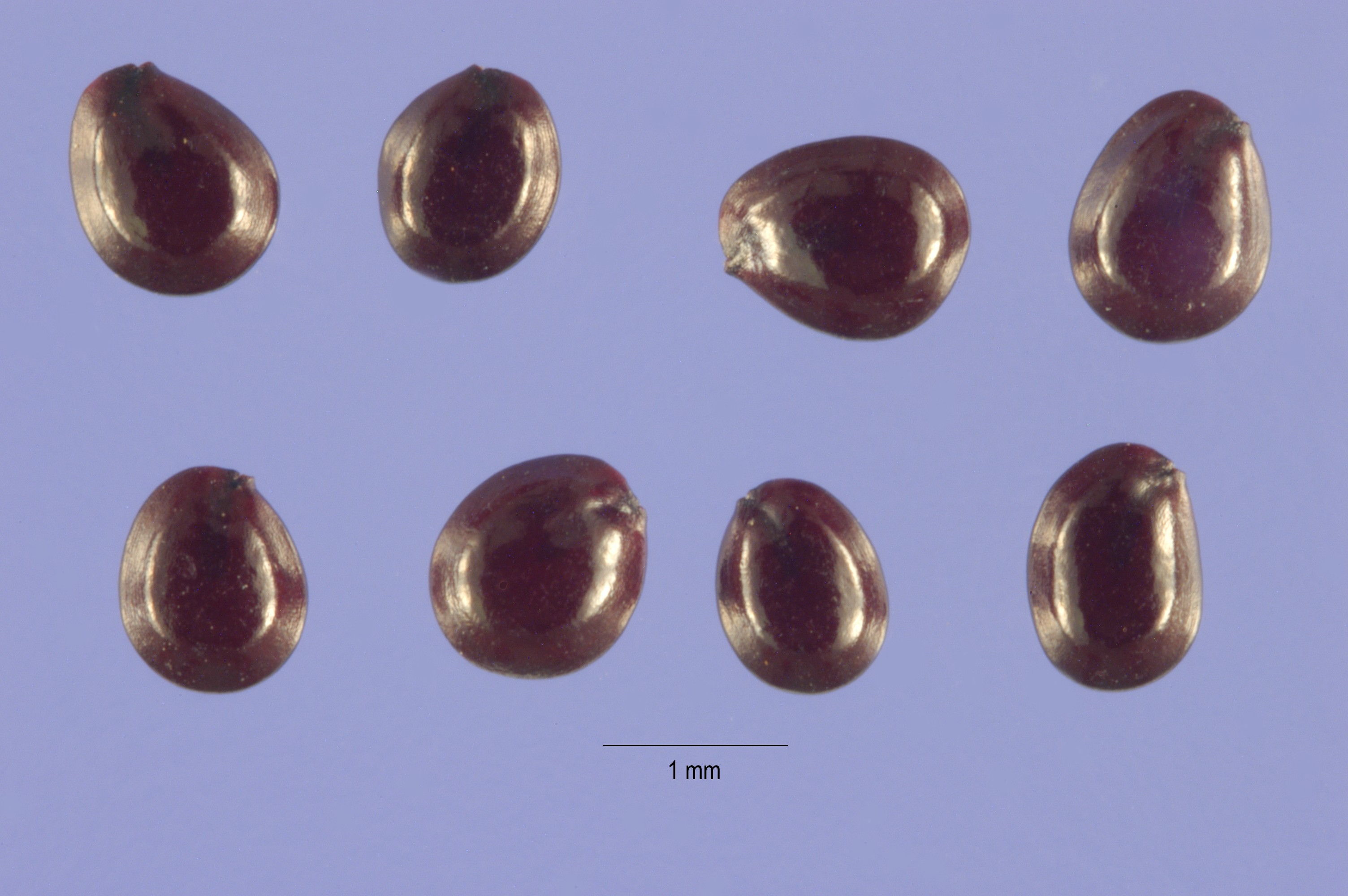
Nasiona

## Biologia i ekologia
Roślina jednoroczna, ruderalna. Kwitnie od lipca do września. Gatunek charakterystyczny związku Eragrostion. Liczba chromosomów 2n = 24, 32, 33, 34.